# William Rose
William Rose (Jefferson City, 12 dicembre 1914 – Jersey, 10 febbraio 1987) è stato uno sceneggiatore statunitense.
Vinse l'Oscar alla migliore sceneggiatura originale nel 1968 per il film Indovina chi viene a cena?.

## Filmografia
- Esther Waters, regia di Ian Dalrymple e Peter Proud (1948)
- Once a Jolly Swagman, regia di Jack Lee (1948)
- Mia figlia Joy (My Daughter Joy), regia di Gregory Ratoff (1950)
- Il covo dei gangsters (I'll Get You for This), regia di Joseph M. Newman (1950)
- Song of Paris, regia di John Guillermin (1952)
- Il cacciatorpediniere maledetto (Gift Horse), regia di Compton Bennett (1952)
- La rivale di mia moglie (Genevieve), regia di Henry Cornelius (1953)
- The Maggie, regia di Alexander Mackendrick (1954)
- Occhio alle donne (Touch and Go), regia di Michael Truman (1955)
- La signora omicidi (The Ladykillers), regia di Alexander Mackendrick (1955)
- L'uomo nel cielo (The Man in the Sky), regia di Charles Crichton (1957)
- La pazza eredità (The Smallest Show on Earth), regia di Basil Dearden (1957)
- Davy, regia di Michael Relph (1958)
- Questo pazzo, pazzo, pazzo, pazzo mondo (It's a Mad, Mad, Mad, Mad World), regia di Stanley Kramer (1963)
- Arrivano i russi, arrivano i russi (The Russians Are Coming, the Russians Are Coming), regia di Norman Jewison (1966)
- Carta che vince, carta che perde (The Flim-Flam Man), regia di Irvin Kershner (1967)
- Indovina chi viene a cena? (Guess Who's Coming to Dinner), regia di Stanley Kramer (1967)
- Il segreto di Santa Vittoria (The Secret of Santa Vittoria), regia di Stanley Kramer (1969)

## Riconoscimenti
- Premio Oscar
  - 1955 – Candidatura alla migliore sceneggiatura originale per La rivale di mia moglie
  - 1957 – Candidatura alla migliore sceneggiatura originale per La signora omicidi
  - 1967 – Candidatura alla migliore sceneggiatura non originale per Arrivano i russi, arrivano i russi
  - 1968 – Migliore sceneggiatura originale per Indovina chi viene a cena?
- BAFTA
  - 1956 –  Miglior sceneggiatura per La signora omicidi
- Writers Guild of America Award
  - 1966 – Miglior commedia per Arrivano i russi, arrivano i russi
- Laurel Award for Screenwriting Achievement
  - 1973 – Miglior sceneggiatore